# Вайншток, Рахмаэль
Рахмаэль Вайншток (англ. Rachmael Weinstock; 1910, Ньюарк — 19 июля 1996, Нью-Йорк) — американский скрипач, педагог.

## Биография
Учился в Манхэттенской школе музыки и в 1930-х гг. выступал в составе Манхэттенского струнного квартета. В 1935 году квартет осуществил европейское турне, в ходе которого во время концерта в Будапеште при исполнении фортепианных квинтетов Иоганнеса Брамса и Сезара Франка партию фортепиано исполнял Бела Барток; в 1936 году квартет гастролировал в СССР. После роспуска квартета в 1937 году Вайншток до 1947 года выступал в составе Квартета Рота. Он также некоторое время играл в Симфоническом оркестре NBC под управлением Артуро Тосканини, эпизодически пробовал себя как дирижёр на Бродвее. С конца 1940-х гг. на протяжении десятилетий преподавал в Манхэттенской школе музыки.